# Keyeno Thomas
Keyeno Thomas (Point Fortin, 29 dicembre 1977) è un calciatore trinidadiano, difensore del Ma Pau e della Nazionale di calcio di Trinidad e Tobago.

## Carriera

### Club
Ha giocato nei Colorado Rapids, nel San Juan Jabloteh e nel Joe Public.

### Nazionale
È stato un membro della Nazionale Under-23 ed era titolare durante le qualificazioni olimpiche del 2000.